# Équipes de football aux Jeux olympiques d'été de 1908
Voici les effectifs des sélections qui concourent pour l'épreuve de football aux Jeux olympiques d'été de 1908, à Londres.

### Liens internet
- (en) « The Fourth Olympiad London, page 523/864 », sur library.la84.org (consulté le 27 mars 2015)
- (en) L'épreuve de football aux Jeux olympiques de 1908 sur RSSSF.com